# The Girl in the Arm-Chair
Pour plus de détails, voir Fiche technique et Distribution.
The Girl in the Arm-Chair est un court-métrage américain muet, réalisé par Alice Guy, sorti en 1912.

## Synopsis
Un fils de bonne famille est appelé par ses parents qui lui présentent une jeune fille qu’ils aimeraient voir épouser. Si la jeune fille a le coup de foudre en le voyant, ce n’est pas hélas réciproque. Peu après, le jeune homme se voit accablé par des dettes de jeu et vole de l’argent dans le coffre de son père. Ayant surpris la scène alors qu’elle s’était assoupie dans un large fauteuil (d’où le titre), la jeune femme est bien décidée à le sauver du déshonneur [..]

## Fiche technique
- Titre : The Girl in the Arm-Chair
- Réalisation : Alice Guy
- Société de production : Solax
- Production : Alice Guy et Herbert Blaché
- Pays d'origine : États-Unis
- Format : Noir et blanc - Film muet
- Genre : Drame
- Durée : 10 minutes
- Date de sortie :
  - États-Unis : 13 décembre 1912

## Distribution
- Blanche Cornwall
- Mace Greenleaf